# مارک اسلتر
مارک اسلتر (انگلیسی: Mark Slaughter؛ زادهٔ ۴ ژوئیهٔ ۱۹۶۴) یک موسیقی‌دان اهل ایالات متحده آمریکا است.